# Wadō-ryū

Logo de l'escola wadō-ryū.

Wadō-ryū (和道流), és un estil de karate fundat per Hironori Otsuka
El fundador de Wadō-ryū, Hironori Otsuka, va néixer l'1 de juny de 1892 a Shimodate, prefectura d'Ibaraki, Japó. El 1898, Otsuka va començar a practicar Koryu Jujutsu sota Chojiro Ebashi. Des 1905-1921, va estudiar Shindo Yoshin-ryu jujutsu sota Tatsusaburo Nakayama. El 1922, va conèixer Gichin Funakoshi i va començar a entrenar amb ell. El 1924, Otsuka va esdevenir un dels primers estudiants promoguts a cinturó negre en karate de Funakoshi. Per ampliar els seus coneixements de karate, Otsuka també va estudiar amb altres mestres destacats com Kenwa Mabuni de Shito-Ryu i Chokier Motobu. El 1929, Otsuka va organitzar la primera escola de karate del club a la Universitat de Tòquio. Eiichi Eriguchi va encunyar el terme "Wado-Ryu" el 1934.